# Krystyna Żaczek
Krystyna Żaczek (ur. 25 stycznia 1935 w Klwatce Królewskiej) – polska rolniczka, poseł na Sejm PRL VII kadencji.

## Życiorys
W 1969 ukończyła studia zaoczne w Wyższej Szkole Rolniczej w Lublinie, po których pracowała jako zootechnik w GRR w Klwatce Królewskiej, a potem była instruktorem rolnym w Urzędzie Gminy Gózd. Pracowała też jako starszy specjalista w Spółdzielni Kółek Rolniczych w Goździe, a także prowadziła wraz z mężem gospodarstwo rolne. W 1976 uzyskała mandat posła na Sejm PRL w okręgu Radom z ramienia Zjednoczonego Stronnictwa Ludowego. Zasiadała w Komisji Nauki i Postępu Technicznego oraz w Komisji Rolnictwa i Przemysłu Spożywczego.

## Odznaczenia
- Srebrny Krzyż Zasługi